# Wojciech Kozłowski (historyk)
Wojciech Kozłowski (ur. 1981) – polski historyk mediewista, doktor nauk humanistycznych, w latach 2017–2021 dyrektor oraz w 2024 p.o. dyrektora Instytutu Solidarności i Męstwa im. Witolda Pileckiego.

## Życiorys
Wojciech Kozłowski ukończył studia magisterskie w Instytucie Historii na Uniwersytecie Warszawskim oraz mediewistykę na Uniwersytecie Środkowoeuropejskim (CEU).
W latach 2007–2008 oraz 2009–2010 stypendysta Międzynarodowego Funduszu Wyszehradzkiego. W 2011 prowadził zajęcia na Tbiliskim Uniwersytecie Państwowym oraz odbył stypendium dydaktyczne na CEU. W latach 2012–2013 był stypendystą New Europe College w Bukareszcie.
W 2014 uzyskał stopień doktora nauk humanistycznych na wydziale studiów o średniowieczu CEU broniąc dysertacji pt. The thirteenth-century „international” system and the origins of the Angevin-Piast dynastic alliance, której promotorem był Balázs Nagy.
W latach 2017–2021 i w 2024 (jako p.o.) sprawował funkcję dyrektora Instytutu Solidarności i Męstwa im. Witolda Pileckiego, natomiast w latach 2021–2024 i ponownie od 2024 zastępca dyrektora tej instytucji. 19 lutego 2025 został odwołany z pełnionej funkcji.

## Wybrane publikacje
- Dynastic Relations between Hungary and Poland 1240–1600, 2016
- The origins od the 1320 Angevin-Piast dynastic marriage, 2016
- Theorizing Late Medieval Politics. Report from the Field, 2015
- Power-Winning Contexts and Strategies of Charles I and Wenceslas III. A Comparison of Their Quest for the Hungarian Throne, 2013
- Developing the Concept of „Succession Crisis”: New Questions to Social and Political Circumstances of Łokietek’s Rise to Power, 1304–1306, 2011
- Polska kura domowa we wczesnym średniowieczu, 2004